# 비센테 칸타토레
비센테 칸타토레(스페인어: Vicente Cantatore; 1935년 10월 6일, 산타 페 주 로사리오 ~ 2021년 1월 15일, 카스티야 이 레온 주 바야돌리드)는 아르헨티나 태생의 칠레인 전 축구 선수이자 감독이었다.

## 경력
그는 현역 시절에 타예레스, 산 로렌소, 티그레, 레인저스 데 탈카, 산티아고 원더러스, 그리고 데포르테스 콘셉시온에서 활약했다.
이후 그는 로타 슈와게르, 코브렐로아, 칠레 국가대표팀, 바야돌리드, 세비야, 우니베르시다드 카톨리카, 로사리오 센트랄, 콜로-콜로, 테네리페, 스포르팅 리스본, 베티스, 그리고 스포르팅 히혼을 지도했다.
그는 IGA 어상 안토니 칸타토레의 증조부이기도 하다.